# R-Type III: The Third Lightning
R-Type III: The Third Lightning (アールタイプ・スリー ザ・サード・ライトニング Āru Taipu Surī: Za Sādo Raitoningu?) är ett rymd-shoot 'em up-spel från 1993, utvecklat av Irem. Spelet släpptes ursprungligen till SNES, men porterades senare till Game Boy Advance
Spelet är uppföljaren till Super R-Type, och innehåller bland annat mode 7-tekniken.

### Fotnoter
1. ↑  ”Super R-Type III” (på svenska). Nintendomagasinet (Kungsbacka: Atlantic) (2 1994):  sid. 14. februari 1994. Läst 30 april 2014.